# Masters de Catar
El Masters de Catar es un torneo masculino de golf que se disputa en el Club de Golf de Doha (Catar) desde 1998. Se disputa en enero y la bolsa de premios ha sido desde 2008 de US$ 2,5 millones. Es uno de los tres certámenes de golf más importantes de Oriente Medio junto con el Dubai Desert Classic y el Campeonato de Abu Dhabi de Golf. Forma parte de la European Tour, y desde 2005 hasta 2007 fue coorganizado por la Asian Tour. El Masters de Catar ha otorgado desde 2006 más de cuarenta puntos al ganador en la tabla mundial de golfistas.

## Ganadores
| Año  | Golfista        | Resultado   |
| ---- | --------------- | ----------- |
| 2024 | Rikuya Hoshino  | 274 (-14)   |
| 2023 | Sami Välimäki   | 270 (-18)   |
| 2022 | Ewen Ferguson   | 281 (-7)    |
| 2021 | Antoine Rozner  | 276 (-8)    |
| 2020 | Jorge Campillo  | 275 (-13)   |
| 2019 | Justin Harding  | 275 (-13)   |
| 2018 | Eddie Pepperell | 270 (-18)   |
| 2017 | Wang Jeung-hun  | 272 (-16)   |
| 2016 | Branden Grace   | 274 (-14)   |
| 2015 | Branden Grace   | 269 (-19)   |
| 2014 | Sergio García   | 272 (-16)PO |
| 2013 | Chris Wood      | 270 (-18)   |
| 2012 | Paul Lawrie     | 201 (-15)   |
| 2011 | Thomas Bjørn    | 274 (-14)   |
| 2010 | Robert Karlsson | 273 (-15)   |
| 2009 | Álvaro Quirós   | 269 (-19)   |
| 2008 | Adam Scott      | 268 (-20)   |
| 2007 | Retief Goosen   | 273 (-15)   |
| 2006 | Henrik Stenson  | 273 (-15)   |
| 2005 | Ernie Els       | 276 (-12)   |
| 2004 | Joakim Haeggman | 272 (-16)   |
| 2003 | Darren Fichardt | 275 (-13)PO |
| 2002 | Adam Scott      | 269 (-19)   |
| 2001 | Tony Johnstone  | 274 (-14)   |
| 2000 | Rolf Muntz      | 280 (-8)    |
| 1999 | Paul Lawrie     | 268 (-20)   |
| 1998 | Andrew Coltart  | 270 (-18)   |